# Polarna klima
Polarna klima vlada u polarnim područjima, područjima između polarnih krugova i polova. Karakterizira je odsutnost toplih ljeta (nijedan mjesec nema prosječnu temperaturu 10°C ili višu). Ljeti sunce sija 24 sata dnevno (polarni dan), a zimi se gotovo uopće ne pojavljuje (polarna noć).

## Podjela
Prema Köppenovoj klasifikaciji, polarna klima ima dva tipa:
- EF - klima vječnog mraza; sve srednje mjesečne temperature ispod 0°C
- ET - klima tundre; srednja temperatura najtoplijeg mjeseca između 0°C i 10°C

## Posljedice
Polarnu klimu odlikuje odsutnost drveća, a tlo može biti pokriveno lednjacima ili biti trajno smrznuto. Više od 20 % površine pokriveno je tundrama (lišajevi i mahovina).

## Primjeri
Na Zemlji je Antarktika jedini kontinent s prevladavajućom klimom vječnog mraza (EF - "vječni" ledeni pokrov). Osim nekih izoliranih dijelova obale, i Grenland ima klimu tipa EF. Neka obalna područja Antarktike i Grenlanda koja nisu prekrivena "vječnim ledom", imaju samo malo manje ekstremnu (ET) klimu tundre.
Veći dio kopnene mase Euroazije, od krajnjih sjeveroistočnih obala Skandinavije pa prema istoku sve do Beringovog prolaza, veliki dijelovi Sibira i sjeverni dio Islanda također imaju klimu tundre. Veliki dijelovi sjevera Kanade i Aljaske imaju klimu tundre, koja na krajnjem sjeveru Kanade prelazi u EF, klimu "vječnog leda".
Krajnji jugoistok Južne Amerike (Ognjena zemlja) uz Drakeov prolaz i subantarktički otoci kao South Shetlandski i Falklandski otoci imaju ET ili tundra klimu s malim razlikama u temperaturi gdje ni jedan mjesec nije topliji od 10°C. 
U drugim dijelovima svijeta na mnogim planinama vlada klima gdje niti jedan mjesec nema prosječnu temperaturu iznad 10°C ili više, no to je posljedica velikih visina, i taj tip klime naziva se alpskom. Postojanje polarne klime može se vidjeti i na drugim planetama, kao na primjer na Marsu, gdje se razaznaju ledene "kape" na oba pola.